# Wereldkampioenschap motorcross
Het Wereldkampioenschap motorcross is een kampioenschap dat georganiseerd wordt door de Fédération Internationale de Motocyclisme (FIM). Het werd voor de eerste keer gehouden in 1957 en ontstond uit een Europees kampioenschap dat vanaf 1952 gehouden werd.
De Belg Stefan Everts is recordhouder met tien wereldtitels in totaal, de Italiaan Antonio Cairoli is recordhouder met zeven wereldtitels in de 'koningsklasse' en de Nederlander Jeffrey Herlings is recordhouder wat betreft GP-zeges met 104 overwinningen.

## Kampioenschap
Bij de start van het kampioenschap in 1957 werd er uitsluitend een 500cc kampioenschap gehouden. Vanaf 1962 werd er eveneens een 250cc klasse opgenomen in het kampioenschap. De 125cc klasse kwam er in 1975 bij. Vanaf het kampioenschap van 2003 werden de drie raceklassen vervangen door de MX1, MX2 en de MX3. De MX1 werd voortaan als koninginnenklasse beschouwd, in 2013 werd de naam veranderd in MXGP.

### MXGP
De MXGP is een klasse in de motorcross voor motoren met een maximale cilinderinhoud van 250cc (tweetaktmotor) of 450 cc (viertaktmotor). De klasse werd eerst als MX1 samen met de MX2 en MX3 ingevoerd in 2003.
Het is de meest prestigieuze klasse in de motorcross, waar de beste rijders in aantreden en die de meeste media-aandacht krijgt. Onder andere Stefan Everts, Joël Smets, Mickaël Pichon en Joshua Coppins traden aan in de MX1-klasse. Het is ook gebruikelijk dat de goede rijders in de lichtere MX2-klasse na een aantal jaren de overstap maken naar MXGP.
de beste rijder van 2021 is Jeffrey Herlings.

### MX2
De MX2 is een klasse in de motorcross voor motoren met een maximale cilinderinhoud van 125cc (tweetaktmotor) of 250 cc (viertaktmotor). De klasse werd samen met de MX1 en MX3 ingevoerd in 2003, als lichtste van de drie is ze de opvolger van de vroegere 125cc-klasse. Tevens worden in deze klasse de nieuwe talenten opgeleid. Vanaf 2010 werd een leeftijdsgrens ingevoerd. De bovengrens is 23 jaar.

### MX3
De MX3-klasse in motorcross werd samen met de MX1 en MX2 ingevoerd in 2003 en opgeheven na het seizoen 2013.

## Winnaars
|      | 500cc              | 500cc     | 250cc              | 250cc     | 125cc                  | 125cc     |
| Jaar | Coureur            | Merk      | Coureur            | Merk      | Coureur                | Merk      |
| ---- | ------------------ | --------- | ------------------ | --------- | ---------------------- | --------- |
| 1957 | Bill Nilsson       | AJS       |                    |           |                        |           |
| 1958 | René Baeten        | FN        |                    |           |                        |           |
| 1959 | Sten Lundin        | Monark    |                    |           |                        |           |
| 1960 | Bill Nilsson       | Husqvarna |                    |           |                        |           |
| 1961 | Sten Lundin        | Lito      |                    |           |                        |           |
| 1962 | Rolf Tibblin       | Husqvarna | Torsten Hallman    | Husqvarna |                        |           |
| 1963 | Rolf Tibblin       | Husqvarna | Torsten Hallman    | Husqvarna |                        |           |
| 1964 | Jeff Smith         | BSA       | Joël Robert        | ČZ        |                        |           |
| 1965 | Jeff Smith         | BSA       | Viktor Arbekov     | ČZ        |                        |           |
| 1966 | Paul Friedrichs    | ČZ        | Torsten Hallman    | Husqvarna |                        |           |
| 1967 | Paul Friedrichs    | ČZ        | Torsten Hallman    | Husqvarna |                        |           |
| 1968 | Paul Friedrichs    | ČZ        | Joël Robert        | ČZ        |                        |           |
| 1969 | Bengt Åberg        | Husqvarna | Joël Robert        | ČZ        |                        |           |
| 1970 | Bengt Åberg        | Husqvarna | Joël Robert        | Suzuki    |                        |           |
| 1971 | Roger De Coster    | Suzuki    | Joël Robert        | Suzuki    |                        |           |
| 1972 | Roger De Coster    | Suzuki    | Joël Robert        | Suzuki    |                        |           |
| 1973 | Roger De Coster    | Suzuki    | Håkan Andersson    | Yamaha    |                        |           |
| 1974 | Heikki Mikkola     | Husqvarna | Guennady Moisseev  | KTM       |                        |           |
| 1975 | Roger De Coster    | Suzuki    | Harry Everts       | Puch      | Gaston Rahier          | Suzuki    |
| 1976 | Roger De Coster    | Suzuki    | Heikki Mikkola     | Husqvarna | Gaston Rahier          | Suzuki    |
| 1977 | Heikki Mikkola     | Yamaha    | Guennady Moisseev  | KTM       | Gaston Rahier          | Suzuki    |
| 1978 | Heikki Mikkola     | Yamaha    | Guennady Moisseev  | KTM       | Akira Watanabe         | Suzuki    |
| 1979 | Graham Noyce       | Honda     | Håkan Carlqvist    | Husqvarna | Harry Everts           | Suzuki    |
| 1980 | André Malherbe     | Honda     | Georges Jobé       | Suzuki    | Harry Everts           | Suzuki    |
| 1981 | André Malherbe     | Honda     | Neil Hudson        | Yamaha    | Harry Everts           | Suzuki    |
| 1982 | Brad Lackey        | Suzuki    | Danny LaPorte      | Yamaha    | Eric Geboers           | Suzuki    |
| 1983 | Håkan Carlqvist    | Yamaha    | Georges Jobé       | Suzuki    | Eric Geboers           | Suzuki    |
| 1984 | André Malherbe     | Honda     | Heinz Kinigadner   | KTM       | Michele Rinaldi        | Suzuki    |
| 1985 | Dave Thorpe        | Honda     | Heinz Kinigadner   | KTM       | Pekka Vehkonen         | Cagiva    |
| 1986 | Dave Thorpe        | Honda     | Jacky Vimond       | Yamaha    | Dave Strijbos          | Cagiva    |
| 1987 | Georges Jobé       | Honda     | Eric Geboers       | Honda     | John van den Berk      | Yamaha    |
| 1988 | Eric Geboers       | Honda     | John van den Berk  | Yamaha    | Jean-Michel Bayle      | Honda     |
| 1989 | Dave Thorpe        | Honda     | Jean-Michel Bayle  | Honda     | Trampas Parker         | KTM       |
| 1990 | Eric Geboers       | Honda     | Alessandro Puzar   | Suzuki    | Donny Schmit           | Suzuki    |
| 1991 | Georges Jobé       | Honda     | Trampas Parker     | Honda     | Stefan Everts          | Suzuki    |
| 1992 | Georges Jobé       | Honda     | Donny Schmit       | Yamaha    | Greg Albertyn          | Honda     |
| 1993 | Jacky Martens      | Husqvarna | Greg Albertyn      | Honda     | Pedro Tragter          | Suzuki    |
| 1994 | Marcus Hansson     | Honda     | Greg Albertyn      | Suzuki    | Bob Moore              | Yamaha    |
| 1995 | Joël Smets         | Husaberg  | Stefan Everts      | Kawasaki  | Alessandro Puzar       | Honda     |
| 1996 | Shayne King        | KTM       | Stefan Everts      | Honda     | Sébastien Tortelli     | Kawasaki  |
| 1997 | Joël Smets         | Husaberg  | Stefan Everts      | Honda     | Alessio Chiodi         | Yamaha    |
| 1998 | Joël Smets         | Husaberg  | Sébastien Tortelli | Kawasaki  | Alessio Chiodi         | Husqvarna |
| 1999 | Andrea Bartolini   | Yamaha    | Frédéric Bolley    | Honda     | Alessio Chiodi         | Husqvarna |
| 2000 | Joël Smets         | KTM       | Frédéric Bolley    | Honda     | Grant Langston         | KTM       |
| 2001 | Stefan Everts      | Yamaha    | Mickaël Pichon     | Suzuki    | James Dobb             | KTM       |
| 2002 | Stefan Everts      | Yamaha    | Mickaël Pichon     | Suzuki    | Mickaël Maschio        | Kawasaki  |
|      | MX1                | MX1       | MX2                | MX2       | MX3                    | MX3       |
| 2003 | Stefan Everts      | Yamaha    | Steve Ramon        | KTM       | Joël Smets             | KTM       |
| 2004 | Stefan Everts      | Yamaha    | Ben Townley        | KTM       | Yves Demaria           | KTM       |
| 2005 | Stefan Everts      | Yamaha    | Antonio Cairoli    | Yamaha    | Sven Breugelmans       | KTM       |
| 2006 | Stefan Everts      | Yamaha    | Christophe Pourcel | Kawasaki  | Yves Demaria           | KTM       |
| 2007 | Steve Ramon        | Suzuki    | Antonio Cairoli    | Yamaha    | Yves Demaria           | Yamaha    |
| 2008 | David Philippaerts | Yamaha    | Tyla Rattray       | KTM       | Sven Breugelmans       | KTM       |
| 2009 | Antonio Cairoli    | Yamaha    | Marvin Musquin     | KTM       | Pierre-Alexandre Renet | Suzuki    |
| 2010 | Antonio Cairoli    | KTM       | Marvin Musquin     | KTM       | Carlos Campano         | Yamaha    |
| 2011 | Antonio Cairoli    | KTM       | Ken Roczen         | KTM       | Julien Bill            | Honda     |
| 2012 | Antonio Cairoli    | KTM       | Jeffrey Herlings   | KTM       | Matthias Walkner       | KTM       |
| 2013 | Antonio Cairoli    | KTM       | Jeffrey Herlings   | KTM       | Klemen Gerčar          | Honda     |
|      | MXGP               | MXGP      | MX2                | MX2       |                        |           |
| 2014 | Antonio Cairoli    | KTM       | Jordi Tixier       | KTM       |                        |           |
| 2015 | Romain Febvre      | Yamaha    | Tim Gajser         | Honda     |                        |           |
| 2016 | Tim Gajser         | Honda     | Jeffrey Herlings   | KTM       |                        |           |
| 2017 | Antonio Cairoli    | KTM       | Pauls Jonass       | KTM       |                        |           |
| 2018 | Jeffrey Herlings   | KTM       | Jorge Prado        | KTM       |                        |           |
| 2019 | Tim Gajser         | Honda     | Jorge Prado        | KTM       |                        |           |
| 2020 | Tim Gajser         | Honda     | Tom Vialle         | KTM       |                        |           |
| 2021 | Jeffrey Herlings   | KTM       | Maxime Renaux      | Yamaha    |                        |           |
| 2022 | Tim Gajser         | Honda     | Tom Vialle         | KTM       |                        |           |
| 2023 | Jorge Prado        | GasGas    | Andrea Adamo       | KTM       |                        |           |
| 2024 | Jorge Prado        | GasGas    | Kay de Wolf        | Husqvarna |                        |           |
| 2025 |                    |           |                    |           |                        |           |

## Meervoudige Wereldkampioenen
| Positie          | Piloot                              | Titels                                        |
| ---------------- | ----------------------------------- | --------------------------------------------- |
| 1                | Stefan Everts                       | 10 (4 x MX1, 2 × 500cc, 3 × 250cc, 1 × 125cc) |
| 2                | Antonio Cairoli                     | 9 (2 x MXGP, 5 x MX1, 2 x MX2)                |
| 3                | Joël Robert                         | 6 (6 × 250cc)                                 |
| 5                | Roger De Coster                     | 5 (5 × 500cc)                                 |
| Tim Gajser       | 5 (4 x MXGP, 1 x MX2)               |                                               |
| Eric Geboers     | 5 (2 × 500cc, 1 × 250cc, 2 × 125cc) |                                               |
| Jeffrey Herlings | 5 (2 x MXGP, 3 x MX2)               |                                               |
| Georges Jobé     | 5 (3 × 500cc, 2 × 250cc)            |                                               |
| Joël Smets       | 5 (4 × 500cc, 1 × MX3)              |                                               |
| 10               | Jorge Prado                         | 4 (2 x MXGP, 2 x MX2)                         |
| 10               | Harry Everts                        | 4 (1 × 250cc, 3 × 125cc)                      |
| 10               | Torsten Hallman                     | 4 (4 × 250cc)                                 |
| 10               | Heikki Mikkola                      | 4 (3 × 500cc, 1 × 250cc)                      |
| 14               | Greg Albertyn                       | 3 (2 × 250cc, 1 × 125cc)                      |
| 14               | Alessio Chiodi                      | 3 (3 × 125cc)                                 |
| 14               | Yves Demaria                        | 3 (3 x MX3)                                   |
| 14               | Paul Friedrichs                     | 3 (3 × 500cc)                                 |
| 14               | André Malherbe                      | 3 (3 × 500cc)                                 |
| 14               | Guennady Moisseev                   | 3 (3 × 250cc)                                 |
| 14               | Gaston Rahier                       | 3 (3 × 125cc)                                 |
| 14               | Dave Thorpe                         | 3 (3 × 500cc)                                 |
| 22               | Bengt Åberg                         | 2 (2 × 500cc)                                 |
| 22               | Jean-Michel Bayle                   | 2 (1 × 250cc, 1 × 125cc)                      |
| 22               | John van den Berk                   | 2 (1 × 250 cc, 1 × 125 cc)                    |
| 22               | Frédéric Bolley                     | 2 (2 × 250cc)                                 |
| 22               | Sven Breugelmans                    | 2 (2 x MX3)                                   |
| 22               | Håkan Carlqvist                     | 2 (1 × 500cc, 1 × 250cc)                      |
| 22               | Heinz Kinigadner                    | 2 (2 × 250cc)                                 |
| 22               | Sten Lundin                         | 2 (2 × 500cc)                                 |
| 22               | Marvin Musquin                      | 2 (2 x MX2)                                   |
| 22               | Bill Nilsson                        | 2 (2 × 500cc)                                 |
| 22               | Trampas Parker                      | 2 (1 × 250cc, 1 × 125cc)                      |
| 22               | Mickaël Pichon                      | 2 (2 × 250cc)                                 |
| 22               | Alessandro Puzar                    | 2 (1 × 250cc, 1 × 125cc)                      |
| 22               | Steve Ramon                         | 2 (1 x MX1, 1 x MX2)                          |
| 22               | Donny Schmit                        | 2 (1 × 250cc, 1 × 125cc)                      |
| 22               | Jeff Smith                          | 2 (2 × 500cc)                                 |
| 22               | Rolf Tibblin                        | 2 (2 × 500cc)                                 |
| 22               | Sébastien Tortelli                  | 2 (1 × 250cc, 1 × 125cc)                      |
| 22               | Tom Vialle                          | 2 (2 × MX2)                                   |

## Wereldkampioenen naar nationaliteit
Per 2023
| Land                           | 250cc MX1 MXGP | 125cc MX2 | 500cc MX3 |
| ------------------------------ | -------------- | --------- | --------- |
| België                         | 0018           | 0010      | 0024      |
| Italië                         | 0009           | 0008      | 0001      |
| Frankrijk                      | 0008           | 0010      | 0004      |
| Zweden                         | 0006           | 0000      | 0010      |
| Slovenië                       | 0004           | 0001      | 0001      |
| Sovjet-Unie                    | 0004           | 0000      | 0000      |
| Nederland                      | 0003           | 0007      | 0000      |
| Verenigde Staten               | 0003           | 0003      | 0001      |
| Zuid-Afrika                    | 0002           | 0003      | 0000      |
| Spanje                         | 0002           | 0002      | 0001      |
| Oostenrijk                     | 0002           | 0000      | 0001      |
| Verenigd Koninkrijk            | 0001           | 0001      | 0006      |
| Finland                        | 0001           | 0001      | 0003      |
| Nieuw-Zeeland                  | 0000           | 0001      | 0001      |
| Duitsland                      | 0000           | 0001      | 0000      |
| Japan                          | 0000           | 0001      | 0000      |
| Letland                        | 0000           | 0001      | 0000      |
| Duitse Democratische Republiek | 0000           | 0000      | 0003      |
| Zwitserland                    | 0000           | 0000      | 0001      |

## Medaillespiegel
| #      | Land                         | Goud | Zilver | Brons | Totaal |
| ------ | ---------------------------- | ---- | ------ | ----- | ------ |
| 1      | België                       | 52   | 52     | 35    | 139    |
| 2      | Frankrijk                    | 22   | 13     | 18    | 53     |
| 3      | Zweden                       | 17   | 20     | 18    | 55     |
| 4      | Italië                       | 18   | 17     | 15    | 49     |
| 5      | Verenigd Koninkrijk          | 12   | 19     | 16    | 47     |
| 6      | Nederland                    | 10   | 12     | 21    | 43     |
| 7      | Verenigde Staten             | 7    | 8      | 9     | 24     |
| 8      | Slovenië                     | 6    | 1      | 2     | 9      |
| 9      | Oost-Duitsland / Duitsland   | 5    | 8      | 14    | 27     |
| 10     | Finland                      | 5    | 5      | 4     | 14     |
| 11     | / Zuid-Afrika                | 5    | 1      | 0     | 6      |
| 12     | Sovjet-Unie / Rusland        | 4    | 2      | 5     | 11     |
| 13     | Spanje                       | 5    | 1      | 4     | 10     |
| 14     | Oostenrijk                   | 3    | 0      | 2     | 5      |
| 15     | Nieuw-Zeeland                | 2    | 4      | 5     | 11     |
| 16     | Tsjecho-Slowakije / Tsjechië | 1    | 5      | 7     | 13     |
| 17     | Zwitserland                  | 1    | 5      | 2     | 8      |
| 18     | Letland                      | 1    | 2      | 0     | 3      |
| 19     | Japan                        | 1    | 1      | 0     | 2      |
| 20     | Australië                    | 0    | 3      | 0     | 3      |
| 21     | Denemarken                   | 0    | 1      | 2     | 3      |
| 22     | Portugal                     | 0    | 1      | 0     | 1      |
| 23     | Bulgarije                    | 0    | 0      | 1     | 1      |
| 23     | Ierland                      | 0    | 0      | 1     | 1      |
| Totaal | Totaal                       | 180  | 180    | 180   | 540    |

## Meervoudige GP winnaars
Laatst bijgewerkt: 17 augustus 2025
| Positie      | Piloot             | Zeges |
| ------------ | ------------------ | ----- |
| 1            | Jeffrey Herlings   | 109   |
| 2            | Stefan Everts      | 101   |
| 3            | Antonio Cairoli    | 94    |
| 4            | Joël Smets         | 57    |
| 5            | Tim Gajser         | 52    |
| 6            | Joël Robert        | 50    |
| 7            | Jorge Prado        | 49    |
| 8            | Eric Geboers       | 39    |
| 9            | Torsten Hallman    | 37    |
| 10           | Roger De Coster    | 36    |
| 10           | Mickaël Pichon     | 36    |
| 12           | Heikki Mikkola     | 32    |
| 13           | Gaston Rahier      | 30    |
| 14           | Paul Friedrichs    | 28    |
| 14           | Georges Jobé       | 28    |
| 14           | André Malherbe     | 28    |
| 17           | Alessio Chiodi     | 27    |
| 17           | Dave Strijbos      | 27    |
| 19           | Romain Febvre      | 26    |
| 20           | Jeff Smith         | 25    |
| 21           | Tom Vialle         | 24    |
| 21           | Jago Geerts        | 24    |
| 23           | Clément Desalle    | 23    |
| 23           | Harry Everts       | 23    |
| 23           | Alessandro Puzar   | 23    |
| 25           | Sten Lundin        | 22    |
| Dave Thorpe  |                    | 22    |
| Rolf Tibblin |                    | 22    |
| 29           | Håkan Carlqvist    | 20    |
| 29           | Sébastien Tortelli | 20    |
| 31           | Marnicq Bervoets   | 19    |
| 32           | Kees van der Ven   | 18    |

1957 · 
1958 · 
1959 · 
1960 · 
1961 · 
1962 · 
1963 · 
1964 · 
1965 · 
1966 · 
1967 · 
1968 · 
1969 · 
1970 · 
1971 · 
1972 · 
1973 · 
1974 · 
1975 · 
1976 · 
1977 · 
1978 · 
1979 · 
1980 · 
1981 · 
1982 · 
1983 · 
1984 · 
1985 · 
1986 · 
1987 · 
1988 · 
1989 · 
1990 · 
1991 · 
1992 · 
1993 · 
1994 · 
1995 · 
1996 · 
1997 · 
1998 · 
1999 · 
2000 · 
2001 · 
2002 · 
2003 · 
2004 · 
2005 · 
2006 · 
2007 · 
2008 · 
2009 · 
2010 · 
2011 · 
2012 · 
2013 · 
2014 · 
2015 · 
2016 · 
2017 · 
2018 · 
2019 ·
2020 ·
2021 ·
2022 ·
2023 ·
2024 ·
2025